# 후지와라노 한시
후지와라노 한시/노리코(일본어: 藤原 範子 ふじわら の はんし/ のりこ[*], 1152년 경? - 쇼지 2년 8월 4일 (1200년 9월 13일))는 헤이안 시대 말기부터 가마쿠라 시대 전기에 살은 여관이다. 교부쿄 후지와라노 노리카네의 딸이다. 고토바 천황의 유모이다. 역시 유모로 권세를 자랑한 것으로 알려진 켄시 (쿄노츠보네)는 동생이다. 노엔의 아내였고, 후에는 미나모토노 미치치카의 아내가 되었다. 고토바 천황의 비인 미나모토노 아리코의 어머니로, 츠치미카도 천황의 외할머니이다. 종3위, 통칭 교부쿄노츠보네(刑部卿局)이다. 아리코 이외의 자녀로는 미나모토노 미치테루, 미나모토노 사다미치, 미나모토노 미치카타가 있다.

## 생애
아버지 노리카네는 한시 등 아이들이 어린 나이에 사망했기 때문에, 동생들과 함께 삼촌 후지와라노 노리스에에게 양육되었다 (노리스에는 아버지 노리카네의 양자로 되어있었기 때문에 의붓오빠이기도 했다). 타이라노 키요모리의 처남인 노엔과 결혼헤 조안 원년 (1171년)에 딸 아리코를 낳았다. 지쇼 4년 (1180년) 7월, 다카쿠라 천황의 4황자 타카히라 친왕 (후의 고토바 천황)이 태어나자, 여동생 켄시와 함께 유모가 되어 친왕을 양육했다.
주에이 2년 (1183년) 7월, 남편 노엔은 안토쿠 천황과 헤이케 일문과 함께 낙향했다. 『헤이케모노가타리(平家物語)』에서는 노엔이 아내와 타카히라 친왕을 데리고 서쪽으로 향하려 했지만, 한시의 동생인 후지와라노 노리미츠가 만류해서 노엔만 떠났다는 이야기를 싣고 있다.
수도에서는 안토쿠 천황을 대신하여 새로은 천황을 선정하고, 고시라카와 법황의 선정으로 한시가 유모를 맡고있는 타카히라 친왕이 옹립되어 고토바 천황이 되었다. 천황의 유모가 된 한시에게 미나모토노 미치치카가 접근하여 한시를 아내로 맞이하였고, 한시는 분지 3년 (1187년)에 미치치카의 3남 미치테루를 낳았다.
예전의 남편 노엔은 겐랴쿠 2년 (1185년) 3월의 단노우라 전투 때까지 헤이케 일문과 서쪽으로 도망갔고, 그 후 포로로 잡혀 분지 5년 (1189년) 5월 경에 귀경하는데, 그때 한시는 미치치카의 셋째 아이를 임신하고 있던 몸이었다.
노엔과의 사이에서 태어난 딸 아리코는 미치치카의 유자가 되어 궁에 들어갔고, 고토바 천황의 총애를 받아 겐큐 6년 (1195년) 11월, 1황자 타메히토 친왕 (후의 츠치미카도 천황)을 낳았다. 겐큐 9년 (1198년) 정월, 3살의 츠치미카도 천황이 즉위하면서, 천황의 외할아버지가 된 미치치카는 권세를 떨쳤다.
쇼지 2년 (1200년) 8월 4일에 사망했다. 『구칸쇼(愚管抄)』에 의하면, 미치치카는 한시 사후에 양녀 아리코와 밀통하여, 그것이 원래 아리코가 고토바 천황의 총애를 잃게 되었고, 천황은 노리스에의 딸 시게코에 대한 총애가 깊어졌다고 한다.

## 관련 작품
- 『풀이 불탄다』 (1979년, NHK대하드라마) - 배우 유미 케이코